# 小蜜蜂 (昆虫)
小蜜蜂（学名：Apis florea）是分布在南亚和东南亚两种小型野蜜蜂之一，它比姐妹品种黑小蜜蜂（Apis andreniformis）分布范围大很多。
这两个品种组成了亚属小蜜蜂属（Micrapis），是蜜蜂属最原始的存活物种，反映在它们的群体大小，以及简单的蜂巢架构。其蜂巢建立在灌木或小乔木的枝杈上，暴露在外。觅食的蜜蜂不面对蜂巢跳垂直方向的摇摆舞来吸引其他蜜蜂，相反，它们的水平方向跳舞。舞是直接指向花粉或甘露的来源。
直到1990年代，小蜜蜂和黑小蜜蜂才被正式区分开来。小蜜蜂的颜色更红一点，老的工蜂第一腹部总是红色。黑小蜜蜂颜色更深一点，老的工蜂第一腹部完全黑色。年轻的工蜂的颜色较浅。